# NGC 4772
NGC 4772 је спирална галаксија у сазвежђу Девица која се налази на NGC листи објеката дубоког неба.
Деклинација објекта је + 2° 10' 7" а ректасцензија 12h 53m 29,0s. Привидна величина (магнитуда) објекта NGC 4772 износи 10,7 а фотографска магнитуда 11,6. Налази се на удаљености од 22,300 милиона парсека од Сунца. NGC 4772 је још познат и под ознакама UGC 8021, MCG 0-33-18, CGCG 15-32, PGC 43798.